# Grafschaft Chalon-sur-Saône
Die Grafschaft Chalon mit dem Hauptort Chalon-sur-Saône bestand von der Mitte des 10. Jahrhunderts bis zum Jahr 1237, als der letzte Graf Chalon (und die Grafschaft Auxonne) gegen die Herrschaft Salins eintauschte; Chalon und Auxonne gingen danach im Herzogtum Burgund auf.

## Grafen von Chalon-sur-Saône
- Eccard (†876/7), 858 missus im Senonais, 863 missus in der Markgrafschaft Chalon, 873 missus im Autunois und Mâconnais (Arnulfinger);
  - Giselbert († 956), Graf von Autun, 952 Herzog von Burgund (Buviniden)
- Adelheid, dessen Tochter, Erbin von Chalon-sur-Saône, ⚭
- Robert von Vermandois, Graf von Troyes 943–967, Graf von Chalon-sur-Saône 956–967 (Karolinger),
  - Adelheid, dessen Tochter ⚭

⚭ I Lambert († 22. Februar 978), Vizegraf von Autun, Graf von Chalon-sur-Saône 967–978
⚭ II Gottfried I., Graujacke Graf von Anjou, Graf von Chalon-sur-Saône 978–987
- Hugo I., Sohn Adelheids und Lamberts, Graf von Chalon-sur-Saône 987–1039
  - Mathilde, Dame de Donzy, dessen Schwester ⚭ I Heinrich I. der Große (Henri I le Grand), † 1002, Herzog von Niederburgund; ⚭ II Gottfried von Semur (Haus Semur)
- Theobald (Thibaut), Sohn Mathildes und Gottfrieds, Graf von Chalon-sur-Saône 1039/1065
- Hugo II., dessen Sohn, 1065 Graf von Chalon-sur-Saône, † 1078/80
  - Mathilde de Chalon, dessen Schwester; ⚭ Hervé de Donzy, ihren Onkel (Haus Semur)
- Geoffroy II. de Donzy, † 1111, deren Sohn, Graf von Chalon bis 1096
  - Adelheid, Schwester Mathildes; ⚭ Guillaume de Thiern, † vor 1075 (Haus Thiern)
- Guy de Thiern, deren Sohn, Graf von Chalon-sur-Saône, † wohl 1113
- Guillaume I., dessen Sohn, Graf von Chalon-sur-Saône 1113/71
- Guillaume II., dessen Sohn, Graf von Chalon-sur-Saône, † 1203
- Beatrix, † 1227, dessen Tochter, 1203 Gräfin von Chalon-sur-Saône; ⚭ 1186 Stephan III. († 1241) Graf von Auxonne 1175–1240 Haus Burgund-Ivrea
- Johann der Weise oder der Alte (1190–1267), Graf von Auxonne und Chalon-sur-Saône 1213–1237

Johann tauscht die Grafschaften Auxonne und Chalon-sur-Saône am 15. Juni 1237 mit dem Herzog Hugo IV. von Burgund († 1272) gegen die Baronie Salins und verlegte das Zentrum seiner Herrschaft in das Gebiet zwischen Pontarlier und Saint-Claude im Hochjura.